# 威格群島
威格群島（英語：Wigg Islands）是南極洲的群島，位於麥克羅伯特森地，處於弗拉特群島西北面11公里的霍姆灣，根據挪威探險隊拍攝的空中照片繪入地圖，現時由南極條約體系管理。